# Bhujangasana

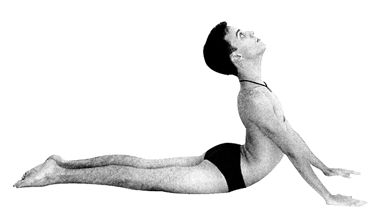
Bhujangasana

Bhujangasana, ou posture du cobra (sanskrit : भुजङ्गासन, Bhujaṅgāsana), est une asana inversée de yoga. Elle est régulièrement exécutée lors de la salutation au Soleil comme alternative à Urdhva Mukha Svanasana (chien tête en haut).

## Étymologie et origines

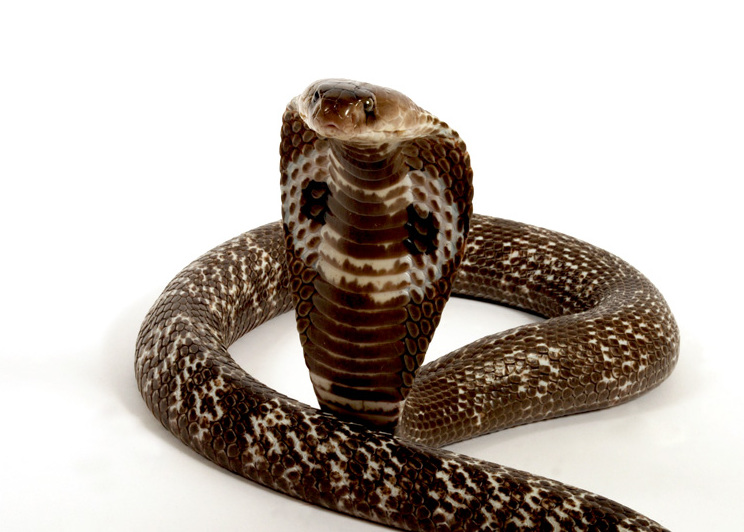
La posture est nommée en référence à sa ressemblance avec un cobra indien avec sa collerette déployée.

Le nom de la posture provient du sanskrit भुजङ्ग (bhujaṅga, serpent ou cobra) et आसन (āsana, posture). Elle est décrite dans l'ouvrage du XVIIe siècle Gheranda samhita ainsi que dans celui du XIXe siècle Sritattvanidhi (en), où elle est nommée Sarpasana, c'est-à-dire posture du serpent.

## Description
La posture peut suivre une posture ventrale ou Adho Mukha Svanasana. Les paumes sont placées sous les épaules et poussent jusqu'à ce que les hanches se soulèvent légèrement. Le dessus des pieds demeure au sol et les jambes sont tendues. Le regard fixe droit devant, puis vers le haut ou légèrement vers l'arrière lorsque les bras sont complètement tendus, au moment où la posture est complète. À la différence de Urdhva Mukha Svanasana, les jambes et cuisses demeurent au sol.

## Variations

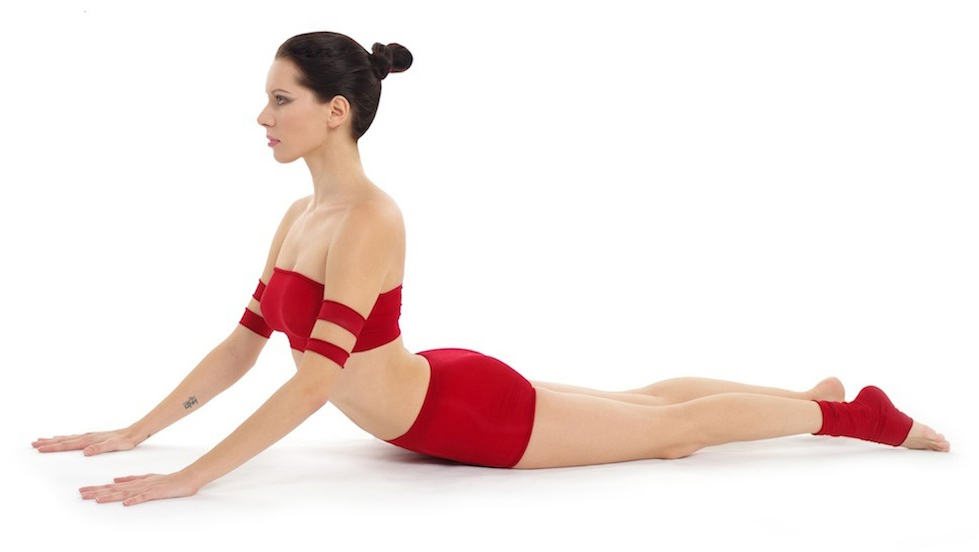
Variante avec une courbure du dos moins prononcée.

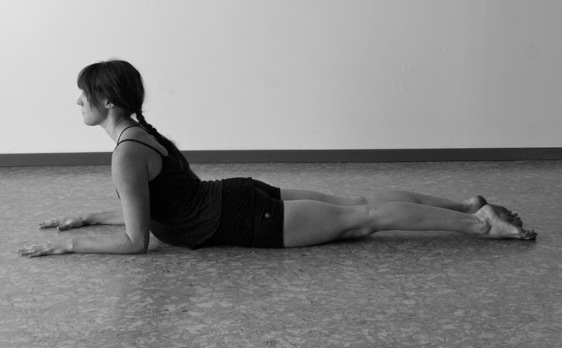
La posture du Sphinx, une variante de la posture du cobra réalisée en Yin Yoga.

La posture du Sphinx (d), parfois nommée Salamba Bhujangasana (षलम्ब भुजङ्गासन), est une variante plus facile de la posture du cobra où les avant-bras sont laissés au sol, ce qui diminue la flexion du dos,.
Les yogis expérimentés peuvent positionner leurs jambes en position du lotus (Padmasana).
Une autre variante, adaptée pour la grossesse, propose de placer une serviette sous le pelvis.

## Précautions
Des erreurs typiques de cette posture sont une hyperextension du cou et du bas du dos. Il est donc recommandé de garder le regard sur le plancher et de se concentrer pour garder le mouvement dans la zone située entre les omoplates.